# Marcus Tullius
Marcus Tullius war ein römischer Amtsträger in der kampanischen Stadt Pompeji. Er gehörte zur bedeutenden Familie der Tullier, die vor allem in Mittelitalien lebte und deren bedeutendster Vertreter Marcus Tullius Cicero war.
Marcus Tullius’ Zweig der tullischen Familie kam wohl zur Zeit Sullas, also während der Koloniegründung, in die Stadt Pompeji. Marcus Tullius sollte ihr bedeutendster Vertreter in Pompeji werden, als er in augusteischer Zeit mehrere bedeutende Ämter in der Stadt bekleidete. Nördlich des Forums ließ er auf eigenem Grund einen dem Kaiserkult dienenden Fortuna-Augusta-Tempel errichten, der vor allem die ärmeren Schichten und Sklaven an den Kaiserkult binden sollte. Auf der Bauinschrift rühmt sich Tullius, dreimal duumvir mit Gerichtsbarkeit gewesen zu sein, auch zum Zeitpunkt der Errichtung des Tempels im fünften Jahr. Außerdem war er Augur und vom Volk gewählter Militärtribun. Vor allem das Amt des Militärtribuns war etwas Besonderes. Dieser Titel, an den kein militärisches Amt geknüpft war, wurde von Augustus persönlich verliehen. Abgesehen von Rom wurde er auch nur in augusteischer Zeit und innerhalb Italiens verliehen. Mit dem Amt war die Möglichkeit zum Aufstieg in den Ritterstand verbunden.